# Liste der Baudenkmäler in Veitsbronn
Auf dieser Seite sind die Baudenkmäler in der mittelfränkischen Gemeinde Veitsbronn zusammengestellt. Diese Tabelle ist eine Teilliste der Liste der Baudenkmäler in Bayern. Grundlage ist die Bayerische Denkmalliste, die auf Basis des Bayerischen Denkmalschutzgesetzes vom 1. Oktober 1973 erstmals erstellt wurde und seither durch das Bayerische Landesamt für Denkmalpflege geführt wird. Die folgenden Angaben ersetzen nicht die rechtsverbindliche Auskunft der Denkmalschutzbehörde.
 Diese Liste gibt den Fortschreibungsstand vom 19. August 2014 wieder und enthält 7 Baudenkmäler in Veitsbronn und den Ortsteilen Bernbach, Raindorf und Siegelsdorf.

## Baudenkmäler nach Gemeindeteilen

### Veitsbronn
| Lage                           | Objekt                                       | Beschreibung | Akten-Nr.    | Bild                |
| ------------------------------ | -------------------------------------------- | --- | ------------ | ------------------- |
| Am Dorfplatz (Standort)        | Totenraststein                               | Sandsteinplatte auf Steinsockel, wohl mittelalterlich | D-5-73-130-2 | Totenraststein      |
| St.-Veit-Weg 2 (Standort)      | Evangelisch-lutherische Pfarrkirche St. Veit | Chorturmkirche, Sandsteinquaderbau mit Satteldach, Langhaus verputzt, im Wesentlichen zweite Hälfte 14. Jahrhundert, Emporeneinbauten zweite Hälfte 15. und zweite Hälfte 17. Jahrhundert, Turmhelm zweite Hälfte 18. Jahrhundert | D-5-73-130-1 | weitere Bilder      |
| St.-Veit-Weg 2 (Standort)      | Kirchhofbefestigung                          | Sandsteinquadermauer, nördlicher und östlicher Abschnitt mit Wehrgangsmauer, spätmittelalterlich, Toranlage mit Kriegerdenkmal nach 1918                                                                                          | D-5-73-130-1 | Kirchhofbefestigung |
| Tuchenbacher Straße (Standort) | Totenraststein                               | Profilierte Sandsteinplatte auf Steinsockel, wohl mittelalterlich | D-5-73-130-3 | BW                  |

### Bernbach
| Lage                         | Objekt               | Beschreibung | Akten-Nr.    | Bild           |
| ---------------------------- | -------------------- | --- | ------------ | -------------- |
| Fürther Straße 31 (Standort) | Ehemaliges Wirtshaus | Zweigeschossiger Walmdachbau, Erdgeschoss massiv verputzt, Obergeschoss freiliegendes Fachwerk, bezeichnet „1717“ | D-5-73-130-4 | weitere Bilder |

### Raindorf
| Lage                         | Objekt           | Beschreibung | Akten-Nr.    | Bild |
| ---------------------------- | ---------------- | --- | ------------ | ---- |
| Dorfstraße 12, 14 (Standort) | Doppelbauernhaus | zweigeschossiger Satteldachbau mit Schleppgauben und Aufzuggswalm, Erdgeschoss massiv verputzt, Obergeschoss und Giebel reiches Sichtfachwerk, bezeichnet 1697 | D-5-73-130-6 | BW   |

### Siegelsdorf
| Lage                          | Objekt                                                 | Beschreibung | Akten-Nr.    | Bild                                      |
| ----------------------------- | ------------------------------------------------------ | --- | ------------ | ----------------------------------------- |
| Bahnhofstraße 3, 5 (Standort) | Bahnhof Siegelsdorf, Betriebshauptgebäude              | Dreigeschossiger Sandsteinquaderbau mit flachem Satteldach und Ecklisenen, um 1865                                                                                       | D-5-73-130-8 | Bahnhof Siegelsdorf, Betriebshauptgebäude |
| Bahnhofstraße 3, 5 (Standort) | Bahnhof Siegelsdorf, Lagerhalle                        | Zweigeschossiger Flachsatteldachbau, mit Ecklisenen aus Sandstein, gleichzeitig                                                                                          | D-5-73-130-8 | BW                                        |
| Hauptstraße 11 (Standort)     | Ehemalige Siegelsdorfer Mühle, Wohn- und Mühlengebäude | Zweigeschossiger verputzter Sandsteinquaderbau mit Satteldach, Fachwerk-Aufzugsgaube mit Walmdach und rückseitiger Zwerchgaube, gerahmtes Portal und Gurtgesims, um 1831 | D-5-73-130-9 | BW                                        |